# Kamerun na Letnich Igrzyskach Olimpijskich 2004
Kamerun na XXVIII Letnich Igrzyskach Olimpijskich w Atenach reprezentowało 17 sportowców. Był to 11 start Kameruńczyków na letnich igrzyskach olimpijskich.

## Zdobyte medale
| Medal | Zawodnik               | Dyscyplina sportowa | Konkurencja     |
| ----- | ---------------------- | ------------------- | --------------- |
| Złoto | Françoise Mbango Etone | Lekkoatletyka       | trójskok kobiet |